# Chloralose
Le chloralose (gluco-chloral) est un composé organique organochloré somnifère et toxique,,,,  , de formule brute C8 H11 O6 Cl3. Il résulte de la condensation du chloral et du glucose.
Chimiquement, c'est un acétal chloré dérivé du glucose, sans propriétés réductrices, de masse molaire 309,527 g/mol. 

L'hydrolyse acide du chloralose régénère du glucose et du chloral. Son identification se fait en toxicologie par la réaction de Fujiwara-Ross.
C'est un produit toxique aujourd'hui interdit de vente pour la plupart des usages dans l'Union européenne (depuis 1997) et antérieurement cité en Annexe I de la directive 67/548/EEC avec la  classification « Nocif » (étiquette de danger : Xn).

## Usage
Arthur Heffter a découvert la chloralose in 1889

### Usage médical
La substance a été utilisée comme anesthésique général par Charles Richet et Maurice Hanriot, puis comme somnifère et sédatif. L’utilisation clinique du chloralose a été abandonnée à cause de ses effets indésirables.

### Comme pesticide
Le chloralose a été (et l'est encore dans certains pays) utilisé comme avicide (pesticide destiné à tuer ou éloigner les oiseaux en particulier corvidés tels que corbeaux, corneilles, 
pies...), sous forme d’appâts de grain de maïs traités avec un taux devant rester inférieur à 5 ‰.) L'oiseau endormi devient une proie facile pour les chats ou d'autres prédateurs. Selon les spécialités, il a été mis en vente à des doses/teneurs allant de 10 à 90 %. En raison de sa toxicité, ce produit est soumis à réglementation et à de nombreuses interdictions d'usage.
Il a aussi été utilisé dont en France (et l'est encore dans certains pays) comme souricide, taupicide et rodenticide (moins efficace pour le rat que pour la souris). 

Il est alors utilisé à des doses de 15 % environ de la préparation (il est alors mortel).
Il est illégalement utilisé dans différentes formes de braconnage, dont parfois dans les boulettes d'appât utilisées par certains pêcheurs (avec des cas documentés de mortalités importantes d'oiseaux d'eau induite par ce seul usage).
Il est aussi utilisé en médecine vétérinaire ou humaine, ou dans le domaine des neuroscience comme anesthésique et à faible dose comme sédatif. C'est un puissant hypnotique cortical,.
Il est parfois illégalement (et dangereusement) utilisé pour le piégeage d'animaux voire pour la pêche.

## Toxicologie
Les données toxicologiques proviennent surtout de son usage médical.
Toxicité aiguë  :En tant qu'hypnotique (dosage : 0,10 à 0,20 g chez l'adulte), il induit une dépression
du système nerveux central. Une dose plus importante ajoute un effet d'hyperexcitabilité périphérique. 
L’intoxication se semble pouvoir se produire que par voie digestive avec :
- à faible dose : ivresse voire délires
- à dose élevée : coma léger, avec légères convulsions
- à dose très élevée : coma profond, hyperexcitabilité et hypertonie, convulsions violentes, hypersécrétion bronchique, hypersialorrhées, souvent accompagnées d'hypotension et de tachycardie n’est pas exceptionnelle.
- à dose mortelle : coma hypertonique profond avec diminution des réflexes se concluant par un collapsus et la mort[14].
- C'est le principal agent responsable d'intoxications aiguës chez le chat en Tunisie (90 % des intoxications)[8].

## Écotoxicologie

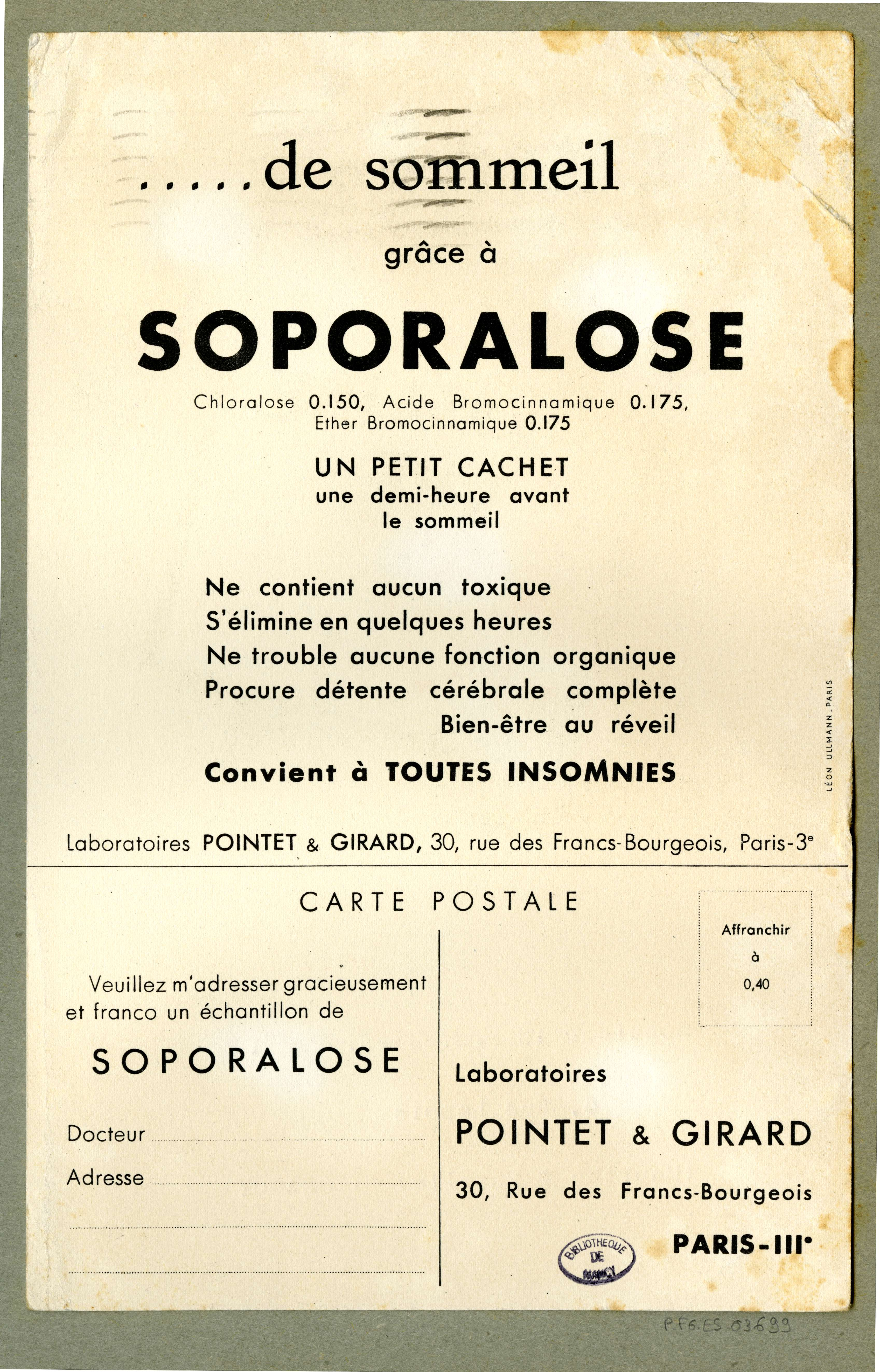
Somnifère à la chloralose

Son usage agricole a motivé plusieurs études de toxicité,,, ce qui a permis de montrer que ce produit est plus ou moins toxique selon les espèces. Paradoxalement le corbeau y est parmi les moins sensibles (il induit un coma à des taux tuant d'autres oiseaux) alors qu'il était la cible visée par les produits avicides contenant du Chloralose.  
- Toxicité aiguë chez le rat (voie orale) : DL 50 comprise entre 160 et 400 mg·kg-1.
- Toxicité aiguë chez l'oiseau (voie orale) : +/- 50 mg·kg-1.
- Dose létale chez le chien (voie orale) : +/- 600 mg·kg-1.
- Dose létale chez le chat (voie orale) : +/- 100 mg kg−1[8].

Dans les années 1970 il était en France la seconde cause d'intoxication chez les animaux sauvages étudiés par l'ONC, et les animaux les plus souvent victimes étaient des canards (50 % environ du nombre d'animaux reçus par l'ONC) puis des pigeons et perdrix.

## Cinétique du produit dans l'organisme
L'expérimentation animale a montré que ce produit est très bien résorbé par la muqueuse digestive après ingestion. Il passe rapidement dans le sang et se distribue dans le foie, le cerveau et les reins qui l'éliminent via les urines après conjugaison hépatique. Il est métabolisé dans l'organisme (ou l'environnement) en trichloroéthanol (responsable de l'effet hypnotique) .
Demi-vie : inconnue, mais probablement assez courte.

## Soins
L'INRS recommande en cas d’ingestion, de faire vomir le sujet s'il vient d'ingérer le produit et ne présente pas encore de symptômes d'intoxication. d'éviter tout stimulant (café, alcool..). Le patient doit être dans tous les cas surveillé et placé en position latérale de sécurité, au calme (ni bruit, ni lumière) en attente des secours et de l'hospitalisation. 
Le traitement hospitalier est symptomatique et commence par l'élimination du produit (vomissement provoqués ou lavage gastrique).

## Métrologie, méthode de détection
- Chromatographie en phase gazeuse[17],[18]
- Réaction de Fujiwara-Ross[8].

## Règlementation
Elle varie selon les pays, En Europe, ce produit doit obéir aux directives européenne biocides et pesticides, et en France il doit notamment respecter les arrêtés des 8 et 9 octobre 1987 (J.O. du 22 octobre 1987) et du 24 décembre 1993 (J.O. du 29 décembre 1993) relatifs aux contrôles des installations, ainsi qu'à l'arrêté du 20 avril 1994 modifié (J.O.
du 8 mai 1994) concernant l'étiquetage(étiquette de danger : Nocif, R 20/22=). Les préparations en contenant doivent répondre à l'arrêté du 28 mars 1989 (J.O. du 18 avril 1989). En agriculture pour protéger les travailleurs, sa vente et son usage sont réglementés depuis 1943 puis par de nombreux textes (décret du 27 mai 1987 (J.O. du 3 juin 1987), arrêté du 16 mai 1983 (J.O. du 2 juillet 1983), arrêté du 28 novembre 1989 (J.O. du 5 décembre 1989), arrêté du 10 mai 1994 (J.O. du 20 mai 1994), décret du 29 décembre 1988 relatif à certaines substances et préparations vénéneuses (articles R. 5149 à R. 5170 du Code de la Santé publique) (J.O. du 31 décembre 1988) et circulaire du 2 septembre 1990 (J.O. du 13 octobre 1990)...).